# Wąwóz Bordżomski

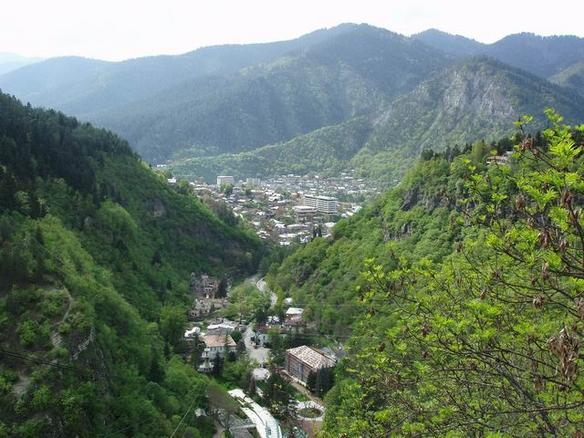
Zdjęcie Wąwozu Bordżomskiego z góry

Wąwóz Bordżomski (gruz.: ბორჯომის ხეობა, trl.: Borjomis Kheoba, trb.: Bordżomis Cheoba) – wąwóz w dolinie Kury, w południowo-centralnej Gruzji. Ciągnie się na długości ok. 60 km i oddziela Góry Mescheckie od Gór Trialeckich. Głębokość wąwozu wynosi 1300–1500 m. Zbocza porośnięte są szerokolistnymi lasami liściastymi i iglastymi. W wąwozie leży miasto Bordżomi.